# Diners, Drive-Ins and Dives
Diners, Drive-Ins and Dives est une émission de télévision culinaire américaine créée en 2007 et diffusée sur la chaîne de télévision Food Network. Elle est présentée par Guy Fieri.

## Concept
L'émission se présente sous la forme d'un road-trip à travers les États-Unis, au cours duquel l'animateur présente les spécialités, toujours typiquement américaine, de divers restaurants tels que des drive-in ou des diners. 
L'émission présente trois lieux, généralement autour d'une thématique culinaire donnée. Le format de la présentation est toujours le même, et se compose d'une présentation des cuisines de l'établissement en compagnie du propriétaire ou du cuisinier, la préparation des plats, la dégustation et l'avis de l'animateur, en cuisine, ainsi qu'une série de réactions des clients de l'établissement.

## Production
L'émission est produite par la société Citizen Pictures.

## Sources
- (en) Whitney Matheson, « TV Taste Test: I try 'DJ & The Fro,' 'Leverage' and other shows », USA Today,‎ 4 août 2009 (lire en ligne)
- (en) Jerry Shriver, « Food Network stars cook up their dream restaurant road trips », USA Today,‎ 1er mai 2008 (lire en ligne)
- (en) Jerry Shriver, « Food Network chefs know what's hot on the dining scene this fall », USA Today,‎ 8 novembre 2008 (lire en ligne)